# IC 4554
IC 4554 је спирална галаксија у сазвјежђу Змија која се налази на листи објеката дубоког неба у Индекс каталогу.
Деклинација објекта је + 23° 28' 47" а ректасцензија 15h 35m 4,7s. Привидна величина (магнитуда) објекта IC 4554 износи 15,9 а фотографска магнитуда 16,7. IC 4554 је још познат и под ознакама NPM1G +23.0402, PGC 214390.